# Фридрих Саксен-Гильдбурггаузенский
Фридрих Саксен-Гильдбурггаузенский (нем. Friedrich von Sachsen-Hildburghausen; 29 апреля 1763, Хильдбургхаузен — 29 сентября 1834, Хуммельсхайн) — герцог Саксен-Гильдбурггаузенский, впоследствии герцог Саксен-Альтенбургский.

## Биография
Фридрих был сыном саксен-гильдбурггаузенского герцога Эрнста Фридриха III и его третьей жены Эрнестины Августы Софии Саксен-Веймарской. В 1780 году, когда Фридриху было всего 17 лет, скончался его отец. В связи с тем, что Эрнст Фридрих III наделал долгов и довёл герцогство до банкротства, ещё в 1769 году император Иосиф II направил туда комиссию во главе с саксен-мейнингенской герцогиней Шарлоттой Амалией, в состав которой входил Иосиф Фридрих Саксен-Гильдбурггаузенский (сын Эрнста Саксен-Гильдбурггаузенского — прапрадеда Фридриха). В связи с несовершеннолетием Фридриха регентом герцогства стал Иосиф Фридрих, и управлял им с 13 сентября 1780 до своей смерти 4 января 1787.
Начав самостоятельное правление, Фридрих тут же заключил таможенный союз с саксен-мейнингенским герцогом Георгом I и саксен-кобург-заальфельдским герцогом Францем, образовав зону свободной торговли из трёх герцогств. Затем последовали реформы в области торговли, медицины, полицейской службы, дорожного строительства, образования. Тем не менее, герцогство оставалось подчинённым императорской комиссии, и Фридрих получал из налогов лишь небольшую долю на своё собственное содержание.
Когда в 1791 году Австрия и Пруссия объявили войну Франции, Фридрих отправил воинский контингент, занявший крепость Эренбрайтштайн. Когда в 1806 году под давлением Наполеона была ликвидирована Священная Римская империя, княжество Саксен-Гильдбурггаузен вошло в Рейнский Союз, а Фридрих стал фельдмаршал-лейтенантом. Войска герцогства поступили под командование французского генерала Луизона и в 1807 году приняли участие в осаде Кольберга, а в 1809 году 150 человек было отправлено к генералу Ружеру воевать в Тироле. В 1811 году герцогству пришлось отправить войска в Испанию, откуда вернулось лишь 17 солдат.
После разгрома Наполеона герцогство в 1815 году вошло в Германский союз. Новая обстановка позволила постепенно улучшить финансовую ситуацию.
В 1825 году умер, не оставив наследника, Фридрих IV — последний герцог Саксен-Гота-Альтенбурга. Представители различных ветвей фамилии договорились о переделе эрнестинских герцогств. Фридрих оставил герцогство Саксен-Гильдбурггаузен (которое было разделено между герцогствами Саксен-Мейнинген и Саксен-Кобург-Заальфельд), и стал правителем воссозданного герцогства Саксен-Альтенбург.
Фридрих прибыл в Альтенбург 23 ноября 1826 года. Так как резиденция оказалась в плохом состоянии, он жил в замке Хуммельсхайн, пока шла её реконструкция. Так как Фридрих был уже стар, то с 1830 года он стал привлекать к управлению герцогством своего сына Иосифа.
В 1830 году произошло восстание, бывшее отголоском Июльской революции; дома многих правительственных чиновников были разрушены, и сами они взяты в плен. Восстание было без большого труда усмирено, но герцог счел нужным в 1831 ввести конституцию. С 1834 года Саксен-Альтенбург вошел в состав Германского таможенного союза.

## Семья и дети
3 сентября 1785 года Фридрих женился в Гильдбурггаузене на Шарлотте Георгине Мекленбург-Стрелицкой. У них было 12 детей:
- Иосиф Георг Карл Фридрих (1786—1786)
- Катарина Шарлотта Георгина Фредерика София Тереза (1787—1847), замужем за Павлом Вюртембергским, 5 детей
- Шарлотта Августа (1788—1788)
- Иосиф Георг Фридрих Эрнст Карл (1789—1868), женился на Амалии Вюртембергской, 6 дочерей
- Луиза Фредерика Мария Каролина Августа Кристиана (1791—1791)
- Тереза Шарлотта Луиза Фредерика Амалия (1792—1854), замужем за Людвигом Баварским, 9 детей
- Шарлотта Луиза Фредерика Амалия Александрина (1794—1825), замужем за  Вильгельмом Нассауским, 8 детей
- Франц Фридрих Карл Людвиг Георг Генрих (1795—1800)
- Георг (1796—1853) женился на Марии Луизе Мекленбург-Шверинской, 3 детей
- Фридрих Вильгельм Карл Иосиф Людвиг Георг (1801—1870), был помолвлен, но свадьба не состоялась, бездетен
- Максимилиан Карл Адольф Генрих (1803—1803)
- Эдуард Карл Вильгельм Кристиан (1804—1852), первый брак - с Амалией Гогенцоллерн-Зигмаринген, 4 детей, второй брак - с Луизой Каролиной Рейсс-Грейцской (1822—1875), 2 детей.